# シナリオコンクール
シナリオコンクールとは財団やテレビ局などが、優秀な映画やドラマなどのシナリオを募集し、優秀作には作品化、賞金、その後の契約などが与えられるもの。主にアマチュアの作家志望の者がプロフェッショナルの作家になるために応募する。

## シナリオコンクール
- フジテレビヤングシナリオ大賞 - 10月末日締め切り賞金500万円
- テレビ朝日新人シナリオ大賞 - 11月30日締め切り賞金800万円
- 橋田賞新人脚本賞 - 10月末日締め切り賞金100万円
- 城戸賞 - 日本映画製作者連盟の映画脚本賞
- テアトル・エコー創作戯曲 - 5月末日締め切り賞金70万円
- AAF戯曲賞 - 6月締め切り 賞金50万円
- 近松賞 - 6月締め切り 隔年 賞金300万円
- アニマックス大賞 - 5月31日必着 賞金200万円
- 〜クリエイティブ・ゲート〜 creative gate - 随時